# Fibre de verre
 (juillet 2013).
Si vous disposez d'ouvrages ou d'articles de référence ou si vous connaissez des sites web de qualité traitant du thème abordé ici, merci de compléter l'article en donnant les références utiles à sa vérifiabilité et en les liant à la section « Notes et références ».

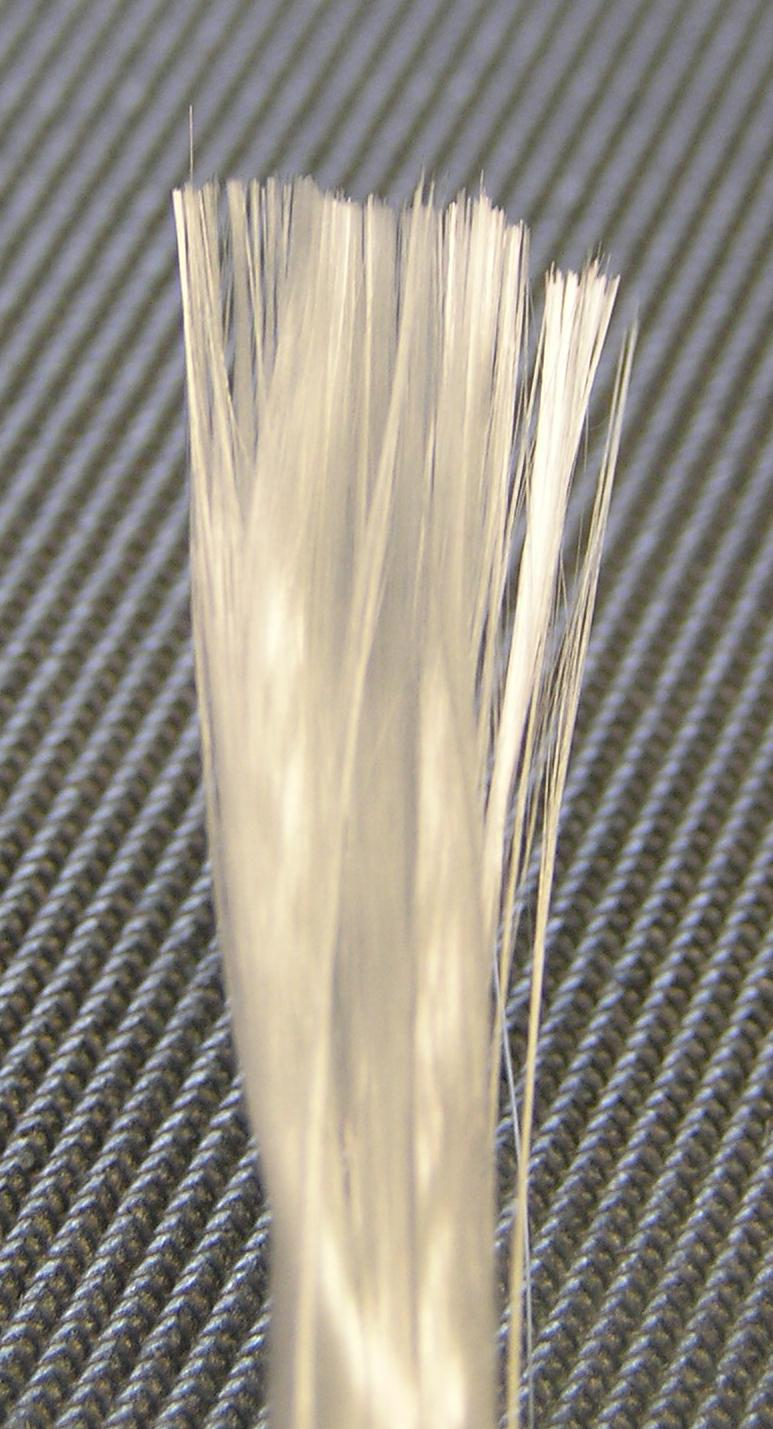
Ensemble de fibres de verre.

La fibre de verre est un filament de verre. Par extension, les plastiques à renfort de verre sont aussi appelés fibre de verre.
Les fibres de verre, constituent avec les verres creux, les verres plats et les verres cellulaires, les principales familles de verre.

## Introduction
La fibre de verre a été brevetée en 1930. Ce n'est toutefois que récemment qu'elle a révolutionné l'industrie verrière, utilisée pour ses qualités mécaniques et optiques.
Elle est présente sous plusieurs formes, en fonction des applications prévues :
- mat de verre, fils simples ou mêlés à des plastiques ;
- voiles non tissées pour les chapes bitumineuses ;
- tissus pour les avions, les moustiquaires ;
- grilles pour renforcer les ciments, le bitume.

## Propriétés
Parmi les autres propriétés, citons l'inertie chimique, la résistance aux chocs, l'isolation…
Les principales utilisations de la fibre sont, par ordre d'importance :
1. Les bâtiments et les infrastructures (29 %) ;
2. Les transports (25 %) ;
3. L'électricité et l'électronique (16 %) ;
4. Les sports et loisirs (14 %) ;
5. Les équipements industriels (11 %).

## Matières premières
Plusieurs types de compositions verrières sont utilisées comme matières premières, en fonction de l'usage spécifique qu'il sera fait de la fibre. Pour les fibres de renforcement, les principaux verres utilisés sont les suivants :
|        | Verre de type E | Verre de type C | Verre de type AR |
| ------ | --------------- | --------------- | ---------------- |
| SiO2   | 53-55           | 60-65           | 61               |
| Al2O3  | 14-15           | 3,5- 6          | /                |
| CaO    | 17-23           | 14              | 5                |
| MgO    | 1               | 3               | /                |
| Na2CO3 | 0,8             | 10              | 17               |
| B2O3   | 0-8             | 5               | /                |
| Fe2O3  | 0,3             | 0,5             | 0,3              |
| TiO2   | 0,5             | /               | /                |
| ZrO2   | /               | /               | 10               |

On utilise également le bore pour abaisser la température de fusion et la fluidité du mélange (ce qui améliore le filage).

## Procédé de fabrication
Ce procédé se déroule en cinq étapes principales :
1. Affinage à 1 500 °C : la composition est chauffée ; elle devient visqueuse (vers 800 °C), puis liquide, et finalement se vitrifie. À 1 500 °C, elle est homogène, et les dernières bulles et impuretés disparaissent ;
2. Filage par étirement : le verre en fusion se transforme en filament en passant au travers d'une filière multi-trous pour être ensuite étiré à grande vitesse ; la filature des filaments s'apparente en fait à la filature textile classique pour produire un fil multifilament. Ce fil de verre se bobine ensuite autour d'une broche ;
3. Ensimage : l'étirage et le bobinage n'ont pas suffisamment d'effet pour rassembler durablement les centaines de filaments en un fil (le verre est trop lisse pour s'agglomérer). L'ensimage consiste à ajouter un revêtement protecteur pour permettre l'agglomération des filaments et faciliter surtout la mise en œuvre surfacique tout en conservant une meilleure compatibilité avec sa future résine ;
4. Finition : les fils sont ensuite bobinés ou coupés selon les finalités ;
5. Séchage (oven drying) : les fils sont finalement séchés à des températures de 700 à 800 °C.

## Usages
La fibre de verre trouve des applications en renforcement (Reinforcement Fibre Glass (RFG) en anglais), en isolation (Insulation Fibre Glass (IFG) en anglais) et en optique.

### En renforcement
Cette application des fibres de verre est de loin la plus importante : la fibre de verre est alors utilisée pour renforcer les bétons ou les polymères en vue de fabriquer des matériaux composites. Ceux-ci sont alors capables de se substituer à l'acier ou au carton. Les principaux fabricants de fibres de verre de renforcement sont Owens Corning, PPG Industries et Saint-Gobain.

#### Bétons à renfort de verre
Si la matrice est faite de ciment, les matériaux composites résultant sont appelés composites ciment verre (CCV) ou Glass Fiber Reinforced Concrete (GFRC) en anglais.

#### Composites à renfort de verre
Si la matrice est faite de résine, les matériaux composites résultant sont appelés plastiques à renfort de verre, connu aussi sous le nom de glass-reinforced plastic (GRP) ou « fibre de verre » en langage courant.
Dans neuf cas sur dix, la fibre de verre est utilisée comme armature dans des matériaux composites à résine généralement thermodurcissables, polyester insaturé, vinylester ou encore époxy (« fibre de verre époxy », GRE). Dans ces matériaux, comme pour le béton armé, les deux matériaux se complètent, compensant les faiblesses de l'autre. Les fibres apportent la résistance en traction alors que la matrice leur permet de supporter des charges de compression. On utilise soit le moulage au contact, soit le moulage par compression dans la plupart des cas. Mais avec l'arrivée de nouvelles machines ainsi que de nouvelles normes concernant la santé de nouveaux moyens de mise en œuvre apparaissent. Dans les deux cas précédent, l'utilisation de moules requiert l'utilisation d'un modèle.
Dans le moulage au contact, le tissu (c'est un exemple) de fibre de verre est posé au fond du moule ; de la résine est ajoutée, puis un rouleau comprime le tout. L'opération est répétée autant de fois que nécessaire pour obtenir l'épaisseur souhaitée.
Le moulage par compression utilise un moule et un contre-moule chauffés (pour accélérer la polymérisation). Une presse hydraulique assure une bonne répartition de la résine et des fibres de verre, tout comme leur compression.
Les plastiques à renfort de verre sont utilisés, entre autres, dans la fabrication de matériel de sport, comme les perches d'athlétisme, les skis, les bateaux, les planches de surf, etc.
La fibre de verre est également utilisée dans les techniques de réhabilitation sans tranchées des canalisations (réparation de l'intérieur), où la canalisation existante sert de coffrage à la fibre de verre imprégnée de résine.

### En isolation
Depuis la montée en puissance des politiques d'économie énergétique, la fibre, par ses qualités d'isolation, est un partenaire obligé. Pour ce cas de figure, la fabrication est menée par encollage des fibres par une résine synthétique. Le produit fini aura la forme de panneaux rigides ou de matelas souples pour protéger murs et plafonds, ou encore la forme de coquilles pour isoler les tuyaux.

### En optique
Les fibres de verre, grâce à leur souplesse, leur transparence et leur excellente capacité de transmission de la lumière, sont jointes en faisceau et utilisées comme fibres optiques. L'utilisation reine est certainement l'endoscopie : un canal permet d'éclairer, par exemple les bronches, tandis qu'un autre canal renvoie la lumière réfléchie sur les bronches au praticien (ou à un support informatique). Les fibres optiques sont surtout utilisées pour les instruments optiques et pour les télécommunications.

#### En télécommunications

Propagation de la lumière dans une fibre optique par réflexion totale.

En télécommunications, on peut utiliser les fibres optiques en traduisant le signal utile sans impulsions électriques, mais avec des impulsions lumineuses. Mais les grandes distances exigent une pureté et une résistance mécanique parfaites, sans quoi une trop grande dispersion de la lumière conduit à une perte du message.
La fibre optique est aujourd'hui le moyen le plus rapide pour transmettre des données numériques en très haut débit. Ce système dit FTTH s'est développé chez les fournisseurs d'accès à internet depuis 2010 et permet une connexion beaucoup plus rapide par rapport à l'ADSL.

## Santé
(août 2022).
Sa qualité peut être largement améliorée en utilisant un vocabulaire plus directement compréhensible.
La fibre de verre est considérée comme non dangereuse pour la santé[Par qui ?] (les poumons) une fois qu'elle est peinte (dans le cas de la toile de verre), ou confinée (noyée dans une matrice )[C'est-à-dire ?], ou lorsque la taille des poussières de fibre de verre est suffisamment grosse (fibres dont le diamètre est supérieur à 3 μm) pour ne pas être inhalée.
Les microfibres de verre (anciennement appelées "fibres de verre a usage spécial"), constituée de très petites fibres de verre borosilicaté (environ 3 µm de diamètre), est classée cancérigène pour l’Homme par l’INRS par sa capacité de pénétration profonde voies respiratoires.
La laine minérale d’isolation, constituée de fibres de silicates vitreuses artificielles à orientation aléatoire, dont font partie les laines de verre, de roche et de laitier, n'est pas cancérigène mais peut provoquer des irritations de la peau, des yeux et des voies respiratoires supérieures.